# Großenhain
Großenhain (tudi Grossenhain, lužiškosrbsko Wulki Hojn) je Große Kreisstadt (večje okrožno mesto), ki leži v okrožju Meißen (Saška, Nemčija). Prvotno je bilo naselje Lužiških Srbov in je bilo prvič omenjeno leta 1205.